# Drassodes malagassicus
Drassodes malagassicus är en spindelart som först beskrevs av Butler 1879.  Drassodes malagassicus ingår i släktet Drassodes och familjen plattbuksspindlar.
Artens utbredningsområde är Madagaskar. Inga underarter finns listade i Catalogue of Life.